# Park Brodowski
Park Brodowski – park w Szczecinie. Leży na Wzgórzach Warszewskich, przy ul. Słowiczej na osiedlu Żelechowa w dzielnicy Szczecin Północ. Zajmuje powierzchnię 7,5 lub ok. 10 ha. 
Powstał w l. 70 XX w. po uprzątnięciu terenu zniszczonego podczas nalotów alianckich w 1944 Cmentarza Brodowskiego – przedwojennego kompleksu cmentarzy komunalnych Bredower Friedhöfe z połowy XIX w. następnie rozbudowanych w 1905, o układzie przestrzennym zbliżonym do Cmentarza Centralnego (Bredow to przedwojenna nazwa sąsiedniego Drzetowa).
Falisty teren parku jest porośnięty przez las mieszany i poprzecinany kilkoma ścieżkami, zachował się stary układ alejek. W skład starego drzewostanu oprócz buków zwyczajnych wchodzą m.in. pomnikowe dąb szypułkowy obwód pnia 320 cm i 350 cm, dąb bezszypułkowy obwód pnia 334 cm, dąb czerwony obwód pnia 392 cm, jarząb brekinia obwód pnia 118 cm, kasztanowiec zwyczajny obwód pnia 380 cm i 420 cm klon zwyczajny obwód pnia 279 cm, 313 cm, 330 cm, lipa drobnolistna obwód pnia 423 cm, lipa szerokolistna obwód pnia 303 cm. W parku rosną brzoza brodawkowata, grab pospolity, lipa drobnolistna, lipa szerokolistna, buk zwyczajny, jesion wyniosły, kłęk amerykański, klon jawor, klon polny, klon zwyczajny, topola biała, topola kalifornijska, strączyn żółty, wierzba biała, czeremcha amerykańska, jarząb pospolity, jarząb szwedzki, platan klonolistny, wiąz górski nagonasienne: cyprysik Lawsona, świerk pospolity, cis pospolity, cypryśnik błotny, modrzew europejski, modrzew eurojapoński, żywotnik zachodni. Z północnego zachodu ku południowemu wschodowi przez park przepływa niewielki strumień. 
Przy ul. Słowiczej znajduje się kościół Matki Bożej Ostrobramskiej (dawna kaplica cmentarna z 1911), krzyż misyjny, figurka maryjna oraz kamień upamiętniający osoby pochowane na dawnym Cmentarzu Brodowskim (odsłonięty 6 września 2014).